# Budy Przeworskie
Budy Przeworskie – przysiółek wsi Chałupki w Polsce, położony w województwie podkarpackim, w powiecie przeworskim, w gminie Przeworsk.
Budy Przeworskie (789 ha) włączono do Przeworska w 1922 roku. Zasadnicza część Bud Przeworskich (648 ha) pozostaje w granicach miasta, oprócz północnej części (141 ha), którą wyłączono w 1977 roku z Przeworska i włączono do Chałupek.

## Historia
Budy Przeworskie jako wieś po raz pierwszy wspomniane zostały w dokumencie z 1717 roku jako Villa Budÿ. Dawniej była to gmina jednostkowa okalająca Przeworsk od północy, wschodu i południowego wschodu, a także od północnego zachodu poprzez eksklawę. W 1895 roku wyubudowano tu fabrykę, znajdowała się tu stacja kolejowa; w granicach gminy znajdował się stary cmentarz oraz posiadłości Lubomirskich. Była to stosunkowo bogata gmina z prężną społecznością, posiadała m.in. lokalną milicję i straż pożarną. w 1900 roku gmina liczyła 1183 mieszkańców (595 mężczyzn i 588 kobiet) na obszarze 789 ha; obejmowała miejscowości Budy Przeworskie (1132 mieszkańców), Burdasz (26 mieszkańców) i Chałupki (19 mieszkańców).
Za II RP Budy Przeworskie stanowiły gminę jednostkową, liczącą w 1921 roku 2183 mieszkańców. Mimo że grunta Bud stykały się bezpośrednio z Przeworskiem, gmina nie chciała dobrowolnie wejść w skład miasta, przez co Przeworsk postanowił za wszelką cenę wywrzeć nacisk na gminę poprzez sejm i osiągnąć cel nawet wbrew woli radnych Bud. W związku z powyższym proces ten przeciągał się od 1900 do 1921 roku. W dniach 9–10 marca 1921 
uchwalono ostatecznie przyłączenie do miasta, do czego doszło w 1922 roku.
1 stycznia 1977 z Przeworska wyłączono 141 ha Bud, włączając je do gminy Przeworsk. Obszar ten, zwany obecnie Budami Przeworskimi, stanowi jedynie północną część historycznej gminy Budy Przeworskie (skupisko Chałupki, vide powyżej, na południe od Chałupek). Właściwe Budy Przeworskie pozostały w granicach Przeworska; jest to obszar w rejonie współczesnej ulicy Gimnazjalnej/Wojska Polskiego (trakt ten nazywano dawniej również Przedmieściem Pruchnickim).
W latach 1975–1998 miejscowość administracyjnie należała do województwa przemyskiego.